# سید عباس اسلامی
سید عباس اسلامی (زاده ۱۲۹۲ خورشیدی در بابل) وکیل دادگستری، روزنامه‌نگار، سرمایه‌دار و نماینده مجلس شورای ملی بود.
پدرش سید علی ثقةالاسلام از روحانیون مازندران بود. در دانشگاه تهران حقوق خواند و در بابل به وکالت دادگستری پرداخت. در سال ۱۳۲۲ در انتخابات مجلس شورای ملی شرکت کرد اما ناکام ماند. از سال بعد هفته‌نامه زبان ملت را برای مبارزه با حزب توده انتشار داد  و سرانجام در سال ۱۳۲۶ به نمایندگی مجلس شورای ملی از بابل برگزیده شد (دوره پانزدهم).
اسلامی تا پایان دوره پانزدهم در سال ۱۳۲۸ هفته نامه زبان ملت را انتشار داد و به دوره بعدی مجلس نیز به عنوان نماینده بابل راه یافت اما از دوره بعد دیگر در انتخابات موفق نشد، سیاست را کنار گذاشت و به کار وکالت دادگستری بازگشت. پس از چندی به راه اندازی کارخانه روی آورد و مالک چند کارخانه شد.